# Dieu les crée, moi je les tue
Pour plus de détails, voir Fiche technique et Distribution.
Dieu les crée, moi je les tue (Dio li crea... Io li ammazzo!) est un western spaghetti italien réalisé par Paolo Bianchini et sorti en 1968,.

## Synopsis
Dans une petite ville de l'Ouest américain, le criminalité n'est plus supportable ; les habitants, effrayés, appellent l'as de la gâchette Slim Corbett pour rétablir l'ordre.

## Fiche technique
Sauf indication contraire, les informations mentionnées dans cette section peuvent être confirmées par la base de données cinématographiques IMDb,  présente dans la section « Liens externes ».
- Titre français : Dieu les crée, moi je les tue[3]
- Titre original italien : Dio li crea... Io li ammazzo![4]
- Réalisation : Paolo Bianchini
- Scénario : Fernando Di Leo
- Photographie : Sergio D'Offizi (it)
- Montage : Cesare Bianchini
- Musique : Marcello Gigante
- Décors : Giorgio Postiglione
- Costumes : Francesca Romana Cofano
- Production : Gabriele Crisanti (it)
- Société de production : Cineriz
- Pays de production :  Italie
- Langue originale : italien
- Format : Couleur par Eastmancolor - 2,35:1 - Son mono - 35 mm
- Durée : 90 minutes[4]
- Genre : Western spaghetti
- Dates de sortie :
  - Italie : 29 avril 1968
  - France : 25 janvier 1973[3]

## Distribution
- Dean Reed : Slim Corbett
- Pietro Martellanza (sous le nom de « Peter Martell ») : Rod Douglas
- Piero Lulli : Shérif Lancaster
- Ivano Staccioli : Le juge Kincaid
- Agnès Spaak : Doris
- Linda Veras : Susan
- Fidel Gonzáles : Job
- Rossella Bergamonti : Monica
- Giovanni Ivan Scratuglia : Un pistolero avec Rod
- Piero Mazzinghi : La maire Toland
- Bruno Arié : Dark
- Giuseppe Alizeri : Cobb
- Appio Cartei : Stearnson

## Production
Une partie du film a été tournée dans les studios Cosmopolitan à Tirrenia.